# Greta 2
Greta 2 is een personage uit de eerste serie van De Fabeltjeskrant. Ze is het dochtertje van Teun Stier en Margaretha Bontekoe.
Ze haalt regelmatig kattenkwaad uit met haar speelkameraadje Hondje Woef, een pup die door zijn baasje in het bos was achtergelaten en in het gezin van Teun en Margaretha werd opgenomen. Samen zijn Greta 2, Hondje Woef en Borita (het dochtertje van Bor de Wolf en Oléta Vulpecula) de enige drie kinderen in het Grote Dierenbos.
Net als haar ouders spreekt Greta 2 met een Twents accent. Haar stem werd ingesproken door actrice Elsje Scherjon.